# Larinia nolabelia
Larinia nolabelia är en spindelart som beskrevs av Yin et al. 1990. Larinia nolabelia ingår i släktet Larinia och familjen hjulspindlar. Inga underarter finns listade i Catalogue of Life.